# Marianna Vardinogianni

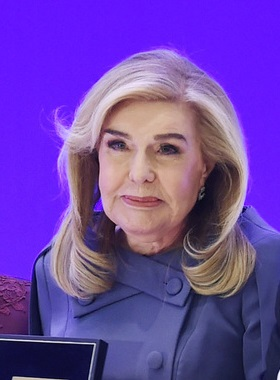
Marianna Vardinogianni 2018

Marianna Vardinogianni (griechisch Μαριάννα Βαρδινογιάννη, englisch auch Marianna Vardinoyannis, *2. Juni 1937 Athen; † 24. Juli 2023 ebenda) war eine griechische Philanthropin. Sie war seit 1999 UN-Goodwill-Botschafterin und engagierte sich besonders für die Rechte und den Schutz von Kindern.

## Biografie
Vardinogianni war die Tochter von Evangelia und Georgios Bournakis. Sie verbrachte ihre Kindheit in Ermioni. Später studierte sie an der Universität von Denver in Colorado Wirtschaft. Im Jahr 1961 heiratete sie den Reeder und Präsidenten von Motor Oil, Vardis Vardinogiannis, und kehrte mit ihm vor ihrem Hochschulabschluss nach Griechenland zurück. Zu Beginn ihrer Ehe arbeitete sie an der amerikanischen Botschaft in Athen und bei einem amerikanischen Radiosender in Griechenland. Als ihr Mann von der Marine nach England versetzt wurde, begleitete sie ihn und nahm ihr Studium wieder auf. Sie erwarb dort einen Hochschulabschluss in Kunstgeschichte.
Vardinogianni hatte fünf Kinder und elf Enkel. Besonders prägend war für sie und ihre Familie das fehlgeschlagene Attentat auf ihren Mann durch die Terrororganisation 17. November im Jahr 1990.

## Wirken
Im Jahre 1990 gründete Vardinogianni mit anderen Frauen den Verein Elpida – Freunde der Kinder mit Krebserkrankungen (Σύλλογος Φίλων Παιδιών με καρκίνο «ΕΛΠΙΔΑ», griechisch ελπίδα ‚Hoffnung‘). Der Verein richtete mit Spenden und durch zahlreiche Aktionen eine Station in einem Kinderkrankenhaus ein, die Knochenmarktransplantationen bei krebskranken Kindern durchführen kann. Es wurde eine Datenbank der Knochenmarkspender geschaffen und ein Wohnhaus gebaut, in dem krebskranke Kinder mit ihren Eltern während der Therapie in Athen wohnen können. 1999 wurde dieses Haus in der Odos Mikras Asias 46 im Athener Stadtteil Goudi eröffnet. Es steht seitdem allen krebskranken Kindern zur Verfügung. Im Oktober 2010 wurde mithilfe von Elpida ein weiteres Krebskrankenhauses für Kinder eröffnet, das den neusten medizinischen Standards entspricht. 2017 erhielt der Verein das Goldene Kreuz der Athener Akademie für sein soziales Engagement.
Die Marianna-Vardinogianni-Stiftung (Ίδρυμα Μαριάννα Β. Βαρδινογιάννη) wurde 1997 gegründet, deren Präsidentin Vardinogianni war. Ziel dieses gemeinnützigen Vereins ist die Abschaffung des modernen Menschenhandels (Human Trafficking) und der Kinderarbeit. Die Stiftung setzt sich außerdem für Umweltschutzprojekte und die Alphabetisierung ein und unterstützt zahlreiche Schulen, Bildungseinrichtungen und Flüchtlingsfamilien in Griechenland.
2010 veröffentlichte Vardinogianni ihr Buch Μελετώντας τις προκλήσεις της Γυναικείας Ταυτότητας: Ματιές σε Μινωική Κοινωνία (Annäherung an die weibliche Identität: Recherchen in der minoischen Gesellschaft), das auf ihren archäologischen Studien an der Universität von Sheffield beruht.
Sie trat 2013 dem Vorstand des Nizami Ganjavi International Center bei, einer kulturellen, unpolitischen und gemeinnützigen Organisation, die an den persischen Poeten Nizami Ganjavi erinnern will und für die interkulturelle Verständigung eintritt. 
Im Jahr 2023 ehrte die UNESCO den 25-jährigen Beitrag der UNESCO-Botschafterin Marianna Vardinogianni mit einer Feier im Hauptsitz der Organisation in Paris. Es sprachen Vardinogianni zu Ehren Brigitte Macron, Mareva Grabowski-Mitsotaki, Ehefrau des griechischen Politikers Kyriakos Mitsotakis, und Audrey Azoulay, UNESCO Generaldirektorin.
Zum letzten Mal wohnte sie am 7. Juni 2023 als Gast einer öffentlichen Veranstaltung bei, als sie bei der Feier zur Entzündung des olympischen Feuers (Flamme der Hoffnung) für die Special Olympics World Summer Games 2023 im Athener Zappeion sprach.
Marianna Vardinogianni starb am 24. Juli 2023 in einem Krankenhaus in Athen. Ihr Geburtsjahr wurde in vielen Medien auch als 1943 angegeben.

## Ehrungen
Seit den 1990er-Jahren setzte sich Vardinogianni für das Recht und die Gesundheit von Kindern und für andere humanitäre Ziele ein. Dafür erhielt sie zahlreiche Auszeichnungen:
- 1999 UN-Goodwill-Botschafterin
- 2002 Goldenes Kreuz des Ehrenordens von Griechenland (Χρυσός Σταυρός του Τάγματος της Τιμής)[11]
- 2006 Légion d’Honneur von Frankreich, seit 2015 mit dem Titel „Officier“
- 2008 Ehrendoktorwürde in Philosophie von der Universität London Metropolitan
- 2016 Ehrendoktorwürde der Tblisi State Medical University (Georgien)
- 2019 Ehrendoktorwürde der medizinischen Fakultät der Universität Athen (Επίτιμη Διδάκτωρ Ιατρικής του Εθνικού και Καποδιστριακού Πανεπιστημίου Αθηνών)
- 2020 Nelson-Mandela-Preis von der Generalversammlung der Vereinten Nationen[12]